# Zhipu AI
Zhipu AI (智谱AI)、正式名称は 北京智谱华章科技有限公司は、人工知能に特化した中国のテクノロジー企業です。2024年現在、投資家から中国の「AIタイガー」企業の1つとして認識され、国際データコーポレーション（IDC）によると、中国のAI産業における大規模言語モデル（LLM）市場で3番目に大きなプレイヤーとなっています。

## 歴史
このスタートアップ企業は清華大学から始まり、独立企業として分離しました。
2023年には、アリババグループとテンセントの支援を受け、25億元を調達しました。
2024年5月、サウジアラビアの金融会社Prosperity7 Ventures, LLCが、Zhipu AIに対して4億ドルの資金提供を行いました。
2024年3月、Zhipu AIは、人工一般知能（AGI）の実現を目指すSoraのような技術を開発していると発表しました。 2024年7月には、「Ying」というテキストから動画を生成するモデルをデビューさせました。
2024年7月からOpenAIが一部地域でのAPI利用をブロックすると発表した後、Zhipu AIはOpenAI APIユーザー向けの「特別移行プログラム」を発表しました。
2024年10月、Zhipu AIはオープンソースのエンドツーエンド音声大規模言語モデル「GLM-4.0」をリリースしました。このモデルは人間らしい対話を再現し、ユーザーの好みに応じてトーン、感情、または方言を調整することができます。

## 製品とサービス

### ChatGLM
ChatGLMは、Zhipu AIと清華KEGが2023年に共同でリリースした事前学習済み対話モデルのシリーズです。NVIDIAによると、オープンソースのChatGLM3-6Bは、初代と2代目よりも「滑らかな対話と簡単な展開」が特徴的であると評価されています。

### Ying
2024年7月にデビューしたYingは、テキストと画像のプロンプトを約30秒で6秒の動画クリップに変換するテキストから動画のモデルです。このサービスは公式ウェブサイトと、ChatGLMチャットボットが統合されたモバイルアプリケーションで利用できます。

### AutoGLM
2024年10月にリリースされたAutoGLMは、音声コマンドを使用してスマートフォン内のタスクを完了するAIエージェントアプリケーションです。近隣の店から商品を注文したり、ユーザーの購入履歴に基づいて注文を繰り返したりするなどの複雑なタスクを分析できます。このアプリは、AppleのオンデバイスAIシステムApple Intelligenceのライバルとして開発されました。
このAIツールは、ChatGLMチャットボットなどを含む一連のAIモデルとチャットボットを使用して、必要なアクションを処理します。